# Isoleucin
Isoleucin (også Ile eller I) er en af de 20 aminosyrer som findes i næsten alle proteiner. Isoleucin er en isomer af aminosyren leucin, de har identisk grundstofsammensætning, men forskellig opbygning, hvilket resulterer i lidt forskellige egenskaber. Isoleucin er en essentiel aminosyre.
Isoleucine har to kirale centre, og der er derfor mulighed for fire forskellige stereoisomerer af isoleucin, og to diastereomerer af L-isoleucin. I naturen forekommer dog kun en enantiomer, (2S,3S)-2-amino-3-methylpentansyre.
Æg, kylling, svinekød, sojabønner, hytteost, mælk, cashewnødder og korn er rige kilder til isoleucin.